# Irving G. Thalberg Memorial Award
Irving G. Thalberg Memorial Award er en filmpris uddelt med mellemrum ved Oscaruddelingen til: "Creative producers, whose bodies of work reflect a consistently high quality of motion picture production." Prisen uddeles af the Academy of motion picture arts and sciences (AMPAS).
Prisen er opkaldt efter den legendariske filmproducer Irving Thalberg og selve prisen er da også en buste af Thalberg selv, i stedet for de kendte Oscar-statuetter. Den regnes dog stadig som en "æres-Oscar" .

## Prismodtagerne

### 1930'erne
- 1938 – Darryl F. Zanuck
- 1939 – Hal B. Wallis
- Andre nominerede i 1939 (det eneste år hvor navnene på dem der ikke vandt blev offentliggjort):
  - Samuel Goldwyn
  - Joe Pasternak
  - David O. Selznick
  - Hunt Stromberg
  - Walter Wanger
  - Darryl F. Zanuck

### 1940'erne
- 1940 – David O. Selznick
- 1942 – Walt Disney
- 1943 – Sidney Franklin
- 1944 – Hal B. Wallis
- 1945 – Darryl F. Zanuck
- 1947 – Samuel Goldwyn
- 1949 – Jerry Wald

### 1950'erne
- 1951 – Darryl F. Zanuck
- 1952 – Arthur Freed
- 1953 – Cecil B. DeMille
- 1954 – George Stevens
- 1957 – Buddy Adler
- 1959 – Jack Warner

### 1960'erne
- 1962 – Stanley Kramer
- 1964 – Sam Spiegel
- 1966 – William Wyler
- 1967 – Robert Wise
- 1968 – Alfred Hitchcock

### 1970'erne
- 1971 – Ingmar Bergman
- 1974 – Lawrence Weingarten
- 1976 – Mervyn LeRoy
- 1977 – Pandro S. Berman
- 1978 – Walter Mirisch

### 1980'erne
- 1980 – Ray Stark
- 1982 – Albert R. Broccoli
- 1986 – Steven Spielberg
- 1988 – Billy Wilder

### 1990'erne
- 1991 – David Brown og Richard D. Zanuck
- 1992 – George Lucas
- 1995 – Clint Eastwood
- 1997 – Saul Zaentz
- 1999 – Norman Jewison

### 2000'erne
- 2000 – Warren Beatty
- 2001 – Dino De Laurentiis
- 2009 – John Calley

### 2010'erne
- 2010 – Francis Ford Coppola

Ingen priser blev uddelt disse år: 1941, 1946, 1948, 1950, 1955, 1956, 1958, 1960, 1961, 1963, 1965, 1969, 1970, 1972-1975, 1979, 1981, 1983-1985, 1987, 1989, 1990, 1993, 1994, 1996, 1998, 2002-2009.

## Ekstern henvisning
- Officiel hjemmeside